# エズ
エズ(Èze)はフランス南東部コート・ダジュールの街。ニースとモナコの中間に位置し、多くの観光客が訪れる。自転車ロードレースのパリ〜ニースでは大会の終盤でほぼ毎年この街を通過する。

## 歴史
エズ周辺には紀元前2000年頃に居住が開始された。Èzeの名前はサン＝ローラン・デズ（"St. Laurent d'Èze"）と呼ばれる港として、Antoninの海事本に見受けられる。この地域はローマ人だけでなく、973年にプロヴァンス伯ギヨームによって追い払われるまで約80年間ムーア人による支配を受けた。
1338年まで街はサヴォイア家の管轄下にあった。近隣のニースに備えるために、サヴォイア家は街を要塞化した。
エズはフランス地中海の上方の標高427mに位置する高い崖を見下ろす場所にあるため、「鷲の巣 (eagle's nest)」と言われる。高い標高のため、村と明るい黄褐色の教会は遠方から確認することができる。教会内では、エジプトの十字架が、村のルーツがポエニ人の時代に遡ることを思い起こさせる。彼らはイシス神を称えて寺院を建設した。
伝統的に、モナコ公国の領土はエズ村から地中海岸に沿って、現在のイタリアとの国境であるマントンまでと考えられていた。

## 交通
- ニース、モナコより自動車でそれぞれ15分（駐車場が狭いのでハイシーズンには注意が必要）
- ニースよりバスで30分